# Leptophyes

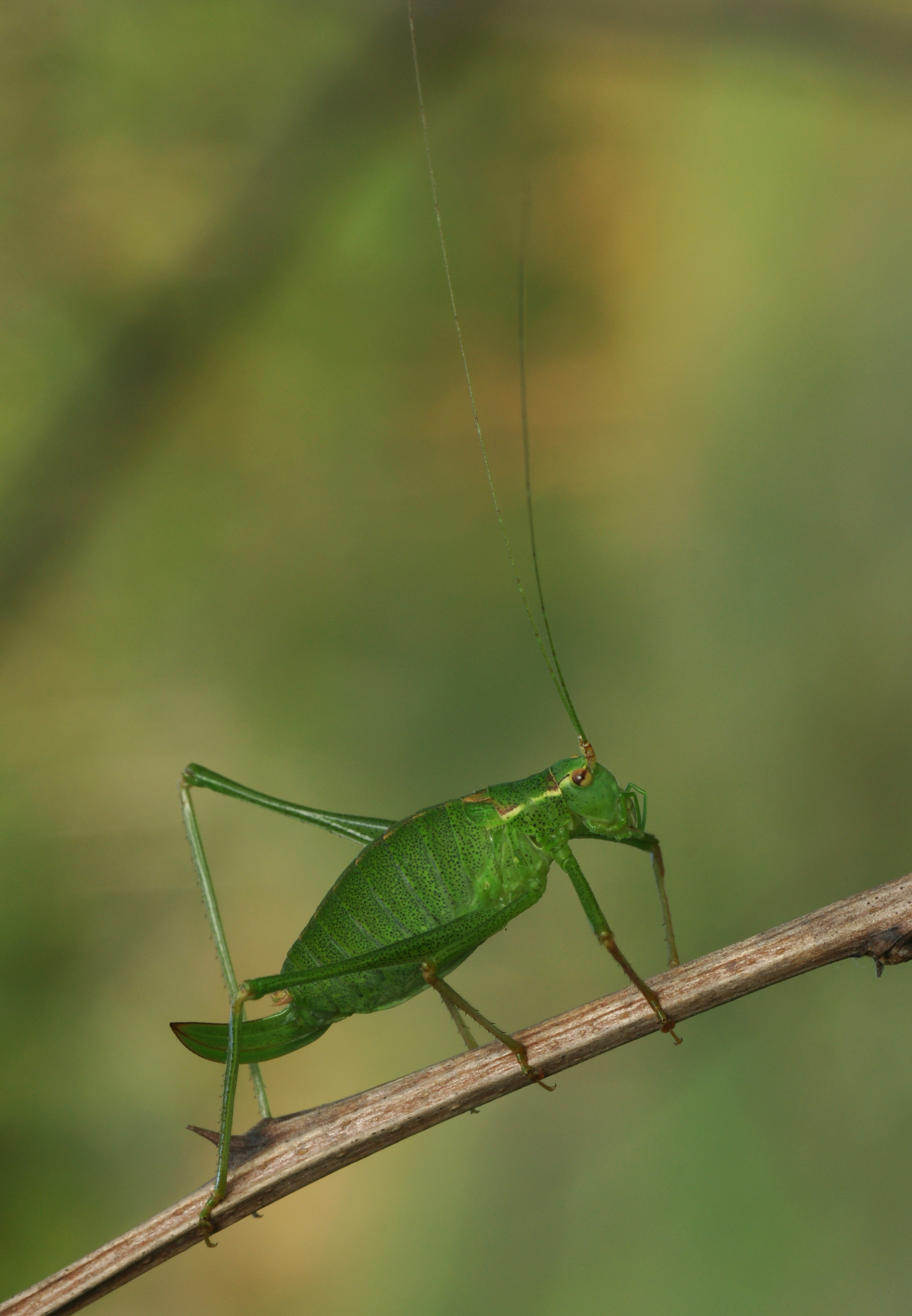
Leptophyes punctatissima

Leptophyes ist eine Heuschrecken-Gattung aus der Unterfamilie der Sichelschrecken (Phaneropterinae).

## Merkmale
Die Fühler sind bis zu viermal so lang wie der Körper. Die Beine sind lang. Meistens sind die Vordertibien doppelt so lang wie das Pronotum. Die Subgenitalplatte der Männchen ist lang und in situ entweder länger oder nur geringfügig kürzer als die Cerci. Oftmals sind die Cerci der Männchen annähernd gerade. Der Ovipositor ist an seiner Basis dick, an den Seiten dagegen plötzlich zusammengedrückt. Er ist sehr fein gezähnelt.

## Vorkommen
Das Verbreitungsgebiet der Gattung umfasst Europa, Kleinasien, Palästina, Schoa in Äthiopien und Kaschmir.

## Systematik
Die Gattung umfasst folgende 19 Arten:
- Leptophyes albovittata (Kollar, 1833)
- Leptophyes angusticauda Brunner von Wattenwyl, 1891
- Leptophyes bolivari Kirby, 1906
- Leptophyes boscii Fieber, 1853
- Leptophyes calabra Kleukers, Odé & Fontana, 2010
- Leptophyes discoidalis (Frivaldsky, 1867)
- Leptophyes festae Giglio-Tos, 1893
- Leptophyes helleri Sevgili, 2004
- Leptophyes intermedia Ingrisch & Pavicevic, 2010
- Leptophyes iranica (Ramme, 1939)
- Leptophyes karanae Naskrecki & Ünal, 1995
- Leptophyes laticauda (Frivaldsky, 1867)
- Leptophyes lisae Heller, 1988
- Leptophyes nigrovittata Uvarov, 1921
- Leptophyes peneri Harz, 1970
- Leptophyes punctatissima (Bosc, 1792)
- Leptophyes purpureopunctatus Garai, 2002
- Leptophyes sicula Kleukers, Odé & Fontana, 2010
- Leptophyes trivittata Bei-Bienko, 1950

## Belege